# Cecilia av Normandie
Cecilia av Normandie, född 1056, död 30 juli 1126, var abbedissa i den Heliga Treenighetens kloster La Sainte-Trinité i Caen i Normandie från 1112 till 1126. 
Cecilia var dotter till Englands kung, hertig Vilhelm Erövraren av Normandie, och Matilda av Flandern. Hon fick en hög bildning och undervisades i konst, latin, retorik och logik av Arnulf de Chocques. Hon fick enligt uppgift en utförlig utbildning av abbedissan Matilda, som också var hennes släkting.  Hon placerades i klostret La Trinité av sina föräldrar som en gåva till kyrkan, som en del av den högtidliga invigningen av klostret i juni 1066, under förberedelserna för invasionen av England, då böner om framgång av invasionen samtidigt framfördes.   Hon var då mellan sju och tio år. 
Vid denna tid var det vanligt för föräldrar att ge sina barn till kloster som en fråga om status och prestige eller, som i Cecilias fall, som en del av sina föräldrars botgöring, då deras äktenskap nyligen hade förklarats lagligt av kyrkan trots släktskap i förbjudna led. Det var dock vanligt att dessa barn fick leva bekvämt i klostret och bland annat ta med sig sin egen präst och sina egna tjänare och ta emot besök i sina privata rum, vilket innebar större frihet än för många adliga kvinnor på denna tid, och detta förmodas ha varit fallet för Cecilia. 
Hon beskrivs som bildad och kompetent, och ska ha funnit sig väl till rätta i klostret. Hon mottog ofta besök av sin mor, och är det enda barn som är bekräftad att ha närvarat vid hennes begravning 1083, då kvarlevorna förvarades i klostret före begravningen. Hon efterträdde abbedissan Matilda vid dennas död 1112, sedan hon i flera år fungerat som ställföreträdare, coadjutor. Hon utförde en rad förbättringar och utökningar av klostret redan innan hon blev abbedissa. Hennes tid som abbedissa beskrivs som framgångsrik, och hennes goda rykte omtalades av Baudri de Bourgueil, ärkebiskop av Dol, och poeten Hildebert av Le Mans, som kallade henne "en drottning, en gudinna och en kunglig jungfru som gifte sig med en himmelsk make".